# Петушкова, Нина Валерьевна
Нина Валерьевна Петушкова (родилась 18 мая 1992 года в Киеве) — российская фигуристка, выступавшая в одиночном разряде. Серебряный призёр чемпионата России 2008 года. Завершила любительскую карьеру после сезона 2009—2010.

## Карьера
Заняла второе место на чемпионате России 2008 года, благодаря чему была направлена на чемпионат Европы, где стала 17-й.
В сезоне 2008—2009, неудачно выступила на домашнем этапе Гран-при «Cup of Russia» заняв последнее, десятое место. На чемпионате России 2009 стала четвёртой. Так как, у России было два места в женском одиночном катании на чемпионате Европы 2009, а завоевавшие золото и серебро Аделина Сотникова и Елизавета Туктамышева не могли участвовать в нём по возрасту, то по спортивному принципу Нина должна была представлять страну в Хельсинки. Однако, тренерский совет Федерации фигурного катания решил, что на чемпионат Европы едет занявшая пятое место Алёна Леонова. Чемпионат России среди юниоров 2009 года Нина провалила став только лишь 18-й, таким образом не отобравшись для участия в чемпионате мира среди юниоров.
В сезоне 2009—2010, заняла только 14-е место на 1-м этапе Кубка России в Самаре, 7-е на 3-м этапе в Казани и 4-е на 4-м этапе в Москве, но была, в качестве исключения, включена Федерацией фигурного катания в состав участников чемпионата России 2010, где заняла лишь 14-е место. После столь неудачного сезона Нина завершила карьеру фигуристки.

## Спортивные достижения
| Соревнования/Сезон             | 2005—2006 | 2006—2007 | 2007—2008 | 2008—2009 | 2009—2010 |
| ------------------------------ | --------- | --------- | --------- | --------- | --------- |
| Чемпионаты Европы              |           |           | 17        |           |           |
| Чемпионаты России              | 11        | 9         | 2         | 4         | 14        |
| Чемпионат России среди юниоров |           |           |           | 18        |           |
| Этапы Гран-при: Cup of Russia  |           |           | 6         | 10        |           |